# Bernd Hollerbach
Bernd Hollerbach (* 8. Dezember 1969 in Würzburg) ist ein ehemaliger deutscher Fußballspieler und heutiger -trainer. Zuletzt war er von Sommer bis Herbst 2024 Cheftrainer von Hansa Rostock.
Während seiner Karriere als Spieler war er als Linksverteidiger für die Würzburger Kickers, den FC St. Pauli, den 1. FC Kaiserslautern und den Hamburger SV aktiv, bei dem er mit achteinhalb Jahren die längste Zeit seiner Karriere verbrachte.
Nach seiner Spielerlaufbahn übernahm Hollerbach erste Trainerstationen beim VfL 93 Hamburg und VfB Lübeck, ehe er von 2007 bis 2012 als Co-Trainer von Felix Magath beim VfL Wolfsburg, mit dem sie 2009 deutscher Meister wurden, und FC Schalke 04 arbeitete. Anschließend trainierte er von 2014 bis 2017 als Cheftrainer die Würzburger Kickers, mit denen er den Durchmarsch von der Regionalliga Bayern in die 2. Bundesliga schaffte, den Verein aber nach dem Abstieg im ersten Zweitligajahr verließ.

## Karriere als Spieler
Hollerbach begann seine Karriere beim ASV Rimpar. Ab 1988 spielte er für die Würzburger Kickers, mit denen er 1990 den Aufstieg in die Bayernliga schaffte. Dort empfahl er sich durch gute Leistungen und wechselte in der Winterpause zum FC St. Pauli in die Fußball-Bundesliga. Dort konnte er den Abstieg nicht verhindern und spielte daraufhin vier Jahre lang in der 2. Fußball-Bundesliga. In der Saison 1994/95 schaffte er mit dem FC St. Pauli den Aufstieg in die Bundesliga, wechselte jedoch zum 1. FC Kaiserslautern. Dort blieb er nur ein halbes Jahr und wechselte zu Jahresbeginn 1996 zum Hamburger SV. Mit dem HSV spielte er bis 2004 in der Bundesliga und gewann 2003 den Ligapokal.
Bekannt war Hollerbach als harter Linksverteidiger („Holleraxt“), der es fast in jeder Saison auf über zehn Gelbe Karten brachte. Insgesamt erhielt er zu seinen Bundesligazeiten 93 gelbe, drei gelb-rote Karten und drei rote Karten. Nur Stefan Effenberg, David Jarolim und Dominik Kohr erhielten mehr Verwarnungen, allerdings mit wesentlich mehr Einsätzen.

## Karriere als Trainer

### Anfänge in Hamburg und Lübeck
Nach seiner achtjährigen HSV-Zeit übernahm der gelernte Metzger 2005 einen Trainerjob beim VfL 93 Hamburg. Am 1. Juli 2006 wurde er Trainer des VfB Lübeck in der Regionalliga Nord. Nach zwei Niederlagen in Folge, welche die Aufstiegsambitionen der Hansestädter in Frage stellten, wurde er am 28. Februar 2007 entlassen.

### Co-Trainer unter Felix Magath
Im Juni 2007 wurde er vom deutschen Erstligisten VfL Wolfsburg als Co-Trainer neben Felix Magath verpflichtet. Im Juli 2008 übernahm er zusätzlich die zweite Mannschaft in der Regionalliga Nord. Zur Rückrunde übernahm Lorenz-Günther Köstner die zweite Mannschaft. Am Ende der Saison 2008/09 wurde Hollerbach als Co-Trainer des VfL Wolfsburg Deutscher Meister.
Zur Saison 2009/10 wechselte Hollerbach an der Seite von Felix Magath als Co-Trainer zum FC Schalke 04, wo er bis März 2011 tätig war. Nach Felix Magaths Entlassung am 16. März 2011 löste Hollerbach einen Tag später gemeinsam mit seinem Trainerkollegen Werner Leuthard seinen Vertrag beim FC Schalke 04 auf und wechselte anschließend am 18. März 2011 mit Felix Magath und Werner Leuthard zurück zum VfL Wolfsburg. Am 25. Oktober 2012 verließ Hollerbach nach der Entlassung von Magath den Verein auf eigenen Wunsch.

### Würzburger Kickers

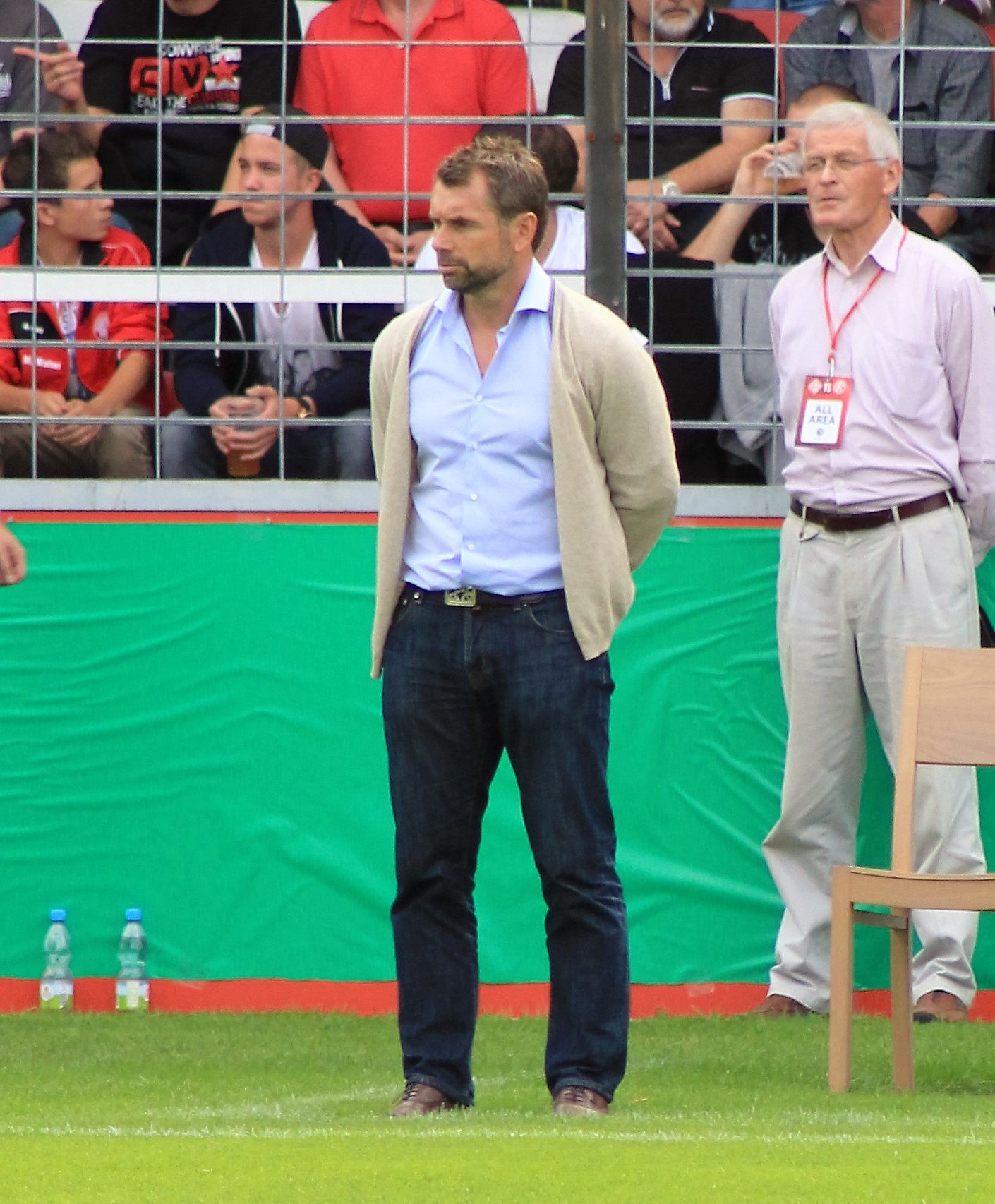
Hollerbach 2014 als Trainer der Würzburger Kickers

Ab der Saison 2014/15 trainierte Hollerbach als Chefcoach seinen Heimatverein Würzburger Kickers. Am 31. Mai 2015 schaffte er mit seiner Mannschaft in der Relegation gegen den 1. FC Saarbrücken den Aufstieg in die 3. Liga. Ein Jahr später, am 24. Mai 2016, gelang Hollerbach der erneute Aufstieg in die 2. Liga in der Relegation gegen den MSV Duisburg. Nach dem direkten Abstieg der Würzburger Kickers trat Hollerbach am 22. Mai 2017 als Cheftrainer zurück. Sein Nachfolger wurde Stephan Schmidt.

### Hamburger SV
Am 22. Januar 2018 übernahm Hollerbach die nach dem 19. Spieltag der Saison 2017/18 mit 15 Punkten auf dem 17. Tabellenplatz stehende Bundesligamannschaft des Hamburger SV als Nachfolger von Markus Gisdol. Er unterschrieb einen Vertrag bis zum 30. Juni 2019. Nachdem Hollerbach keines seiner letzten 17 Spiele mit den Würzburger Kickers hatte gewinnen können, gewann er auch keines seiner sieben Spiele mit dem Hamburger SV (drei Unentschieden, vier Niederlagen) und stellte damit einen neuen Rekord im deutschen Profifußball auf. Am 12. März 2018, sieben Wochen nach seiner Vorstellung, wurde Hollerbach freigestellt, als sich der HSV acht Spieltage vor dem Saisonende mit sieben Punkten Rückstand auf den Relegationsplatz weiterhin auf dem 17. Tabellenplatz befand. Nachfolger wurde der bisherige U21-Coach Christian Titz. Wenige Tage zuvor, am 8. März 2018, hatte sich der HSV bereits vom Vorstandsvorsitzenden Heribert Bruchhagen und dem Direktor Profifußball Jens Todt getrennt. Am Ende der Saison stieg der HSV zum ersten Mal in seiner Geschichte in die 2. Bundesliga ab.

### Tätigkeiten in Belgien
Zur Saison 2019/20 übernahm Hollerbach den belgischen Erstligisten Royal Excel Mouscron als Nachfolger von Bernd Storck. Er erhielt einen Vertrag mit einer Laufzeit bis zum 30. Juni 2021. Infolge einer Erkrankung fiel er ab Ende Januar 2020 aus. Der Verein beauftragte den bisherigen Leiter des Trainingszentrums, Philippe Saint-Jean, mit der Vertretung zunächst bis zum Ende der Hauptrunde in der Saison 2019/20. Bereits am 25. Februar 2020 nahm Hollerbach jedoch seine Tätigkeit wieder auf. Mouscron beendete die aufgrund der COVID-19-Pandemie nach 29 Spieltagen abgebrochene Spielzeit unter Hollerbach auf dem 10. Tabellenrang.
Royal Excel erhielt die Lizenz für die Saison 2020/21 erst nach Einschaltung des belgischen Schiedsgerichtes für den Sport. Das dort vorgelegte Budget enthielt Einsparungen bei den Ausgaben, was auch eine Senkung des Trainergehaltes bedeutet hätte. Am 10. Juni 2020 einigten sich Verein und Trainer auf eine Auflösung des noch ein Jahr gültigen Vertrags.
In der Saison 2020/21 blieb Hollerbach ohne Anstellung. Zur Saison 2021/22 kehrte er in die Division 1A zurück und wurde Cheftrainer von der VV St. Truiden. Der Verein beendete die Saison auf Platz 9 und verpasste nur infolge der schlechteren Tordifferenz die Conference-League-Play-off.
In der neuen Saison kündigte er bereits Mitte Dezember 2022 an, den Verein zum Saisonende zu verlassen. Die Saison wurde auf Platz 13 beendet.

### Hansa Rostock
Zur Saison 2024/25 übernahm Hollerbach den Drittligisten Hansa Rostock als Nachfolger von Mersad Selimbegović. Nach durchwachsenen Leistungen (10 Punkte aus 11 Ligaspielen) wurde Hollerbach am 24. Oktober 2024 von seinen Aufgaben entbunden.

## Erfolge

### Als Spieler
- Deutscher Ligapokalsieger: 2003 (Hamburger SV)
- Aufstieg in die Bundesliga: 1995 (FC St. Pauli)
- Meister der Landesliga Bayern Nord und Aufstieg in die Bayernliga: 1990 (Würzburger Kickers)

### Als Cheftrainer
- Aufstieg in die 2. Bundesliga: 2016
- Meister der Regionalliga Bayern und Aufstieg in die 3. Liga: 2015